# Maria Eleonore van Brandenburg
Maria Eleonore van Brandenburg (Cölln, 1 april 1607 - Kreuznach, 18 februari 1675) was van 1631 tot 1655 vorstin en van 1655 tot 1658 regentes van Palts-Simmern. Ze behoorde tot het huis Hohenzollern.

## Levensloop
Maria Eleonore was de enige dochter van keurvorst Joachim Frederik van Brandenburg en diens tweede echtgenote Eleonora van Pruisen.
Op 4 december 1631 huwde ze met vorst Lodewijk Filips van Palts-Simmern (1602-1655), een broer van Frederik V van de Palts, die tijdens de Boheemse Opstand tot koning van Bohemen werd verkozen. Nadat Frederik V in de Slag op de Witte Berg verslagen werd door keizer Ferdinand II, werden de Palts en Palts-Simmern bezet werd keizerlijke troepen. 
In het voorjaar van 1632 heroverden Zweedse troepen Palts-Simmern, waarna Maria Eleonore en Lodewijk Filips konden terugkeren naar het vorstendom. Haar echtgenoot werd eveneens aangesteld tot regent van de Palts in naam van zijn minderjarige neef Karel I Lodewijk. Nadat de Zweden in 1634 de Slag bij Nördlingen verloren, werd het echtpaar in 1635 opnieuw uit hun gebieden verdreven. Vervolgens leefden Maria Eleonore en Lodewijk Filips verschillende jaren in ballingschap in Metz en Sedan. Pas na de Vrede van Westfalen in 1648 konden ze terugkeren naar Palts-Simmern.
Na het overlijden van haar echtgenoot in 1655 werd haar minderjarige zoon Lodewijk Hendrik Maurits vorst van Palts-Simmern. Wegens zijn minderjarigheid trad Maria Eleonore op als regentes. Haar regentschap werd echter betwist door haar neef Karel I Lodewijk van de Palts. Maria Eleonore, die bekend stond als een daadkrachtige vrouw, kon zich met de steun van keurvorst Frederik Willem I van Brandenburg en keizer Ferdinand III met succes verzetten tegen Karel Lodewijks aanspraken. Ze bleef regentes tot in 1658, toen Lodewijk Hendrik Maurits volwassen werd verklaard.
Maria Eleonore overleefde al haar kinderen en maakte nog mee hoe Palts-Simmern na de dood van haar zoon in 1674 terugviel aan de Palts. In februari 1675 stierf ze op 67-jarige leeftijd, waarna ze werd bijgezet in de Stefanuskerk van Simmern.

## Nakomelingen
Maria Eleonore en Lodewijk Filips kregen zeven kinderen:
- Karel Frederik (1633-1635)
- Gustaaf Lodewijk (1634-1635)
- Karel Filips (1635-1636)
- Lodewijk Casimir (1636-1652)
- Elisabeth Maria Charlotte (1638-1664), huwde in 1660 met hertog George III van Brieg
- Lodewijk Hendrik Maurits (1640-1674), vorst van Palts-Simmern
- Louise Sophia Eleonora (1642-1643)